# Schönecken
Schönecken település Németországban, Rajna-vidék-Pfalz tartományban. Lakosainak száma 1496 fő (2023. december 31.).

## Népesség
A település népességének változása:
| Lakosok száma | 1813 | 1455 | 1443 | 1487 | 1483 | 1496 |
|               | 1975 | 2017 | 2019 | 2021 | 2022 | 2023 |